# Czasznica olbrzymia

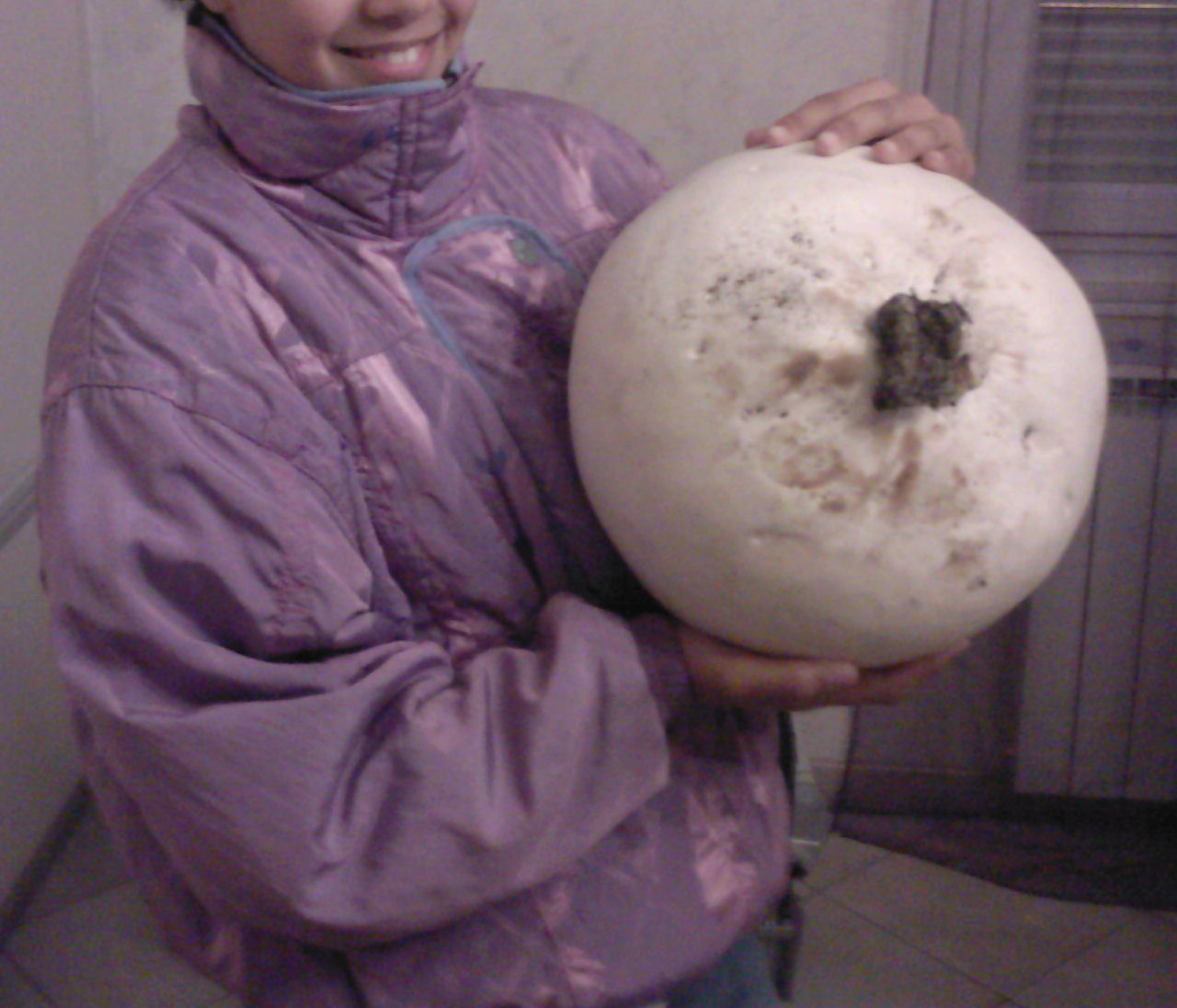

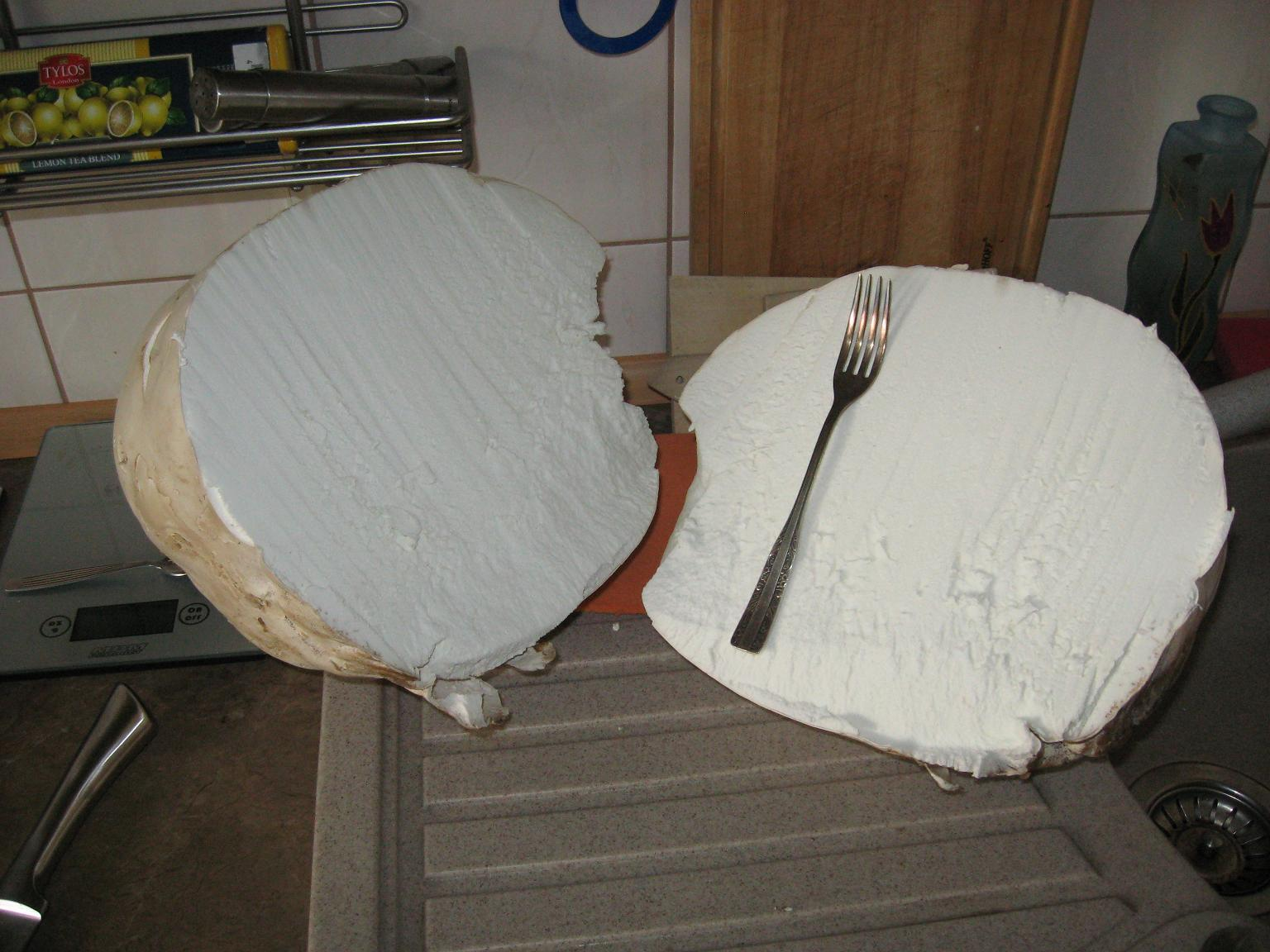
Widok rozciętej czasznicy olbrzymiej (młodej). Widelec dla skali

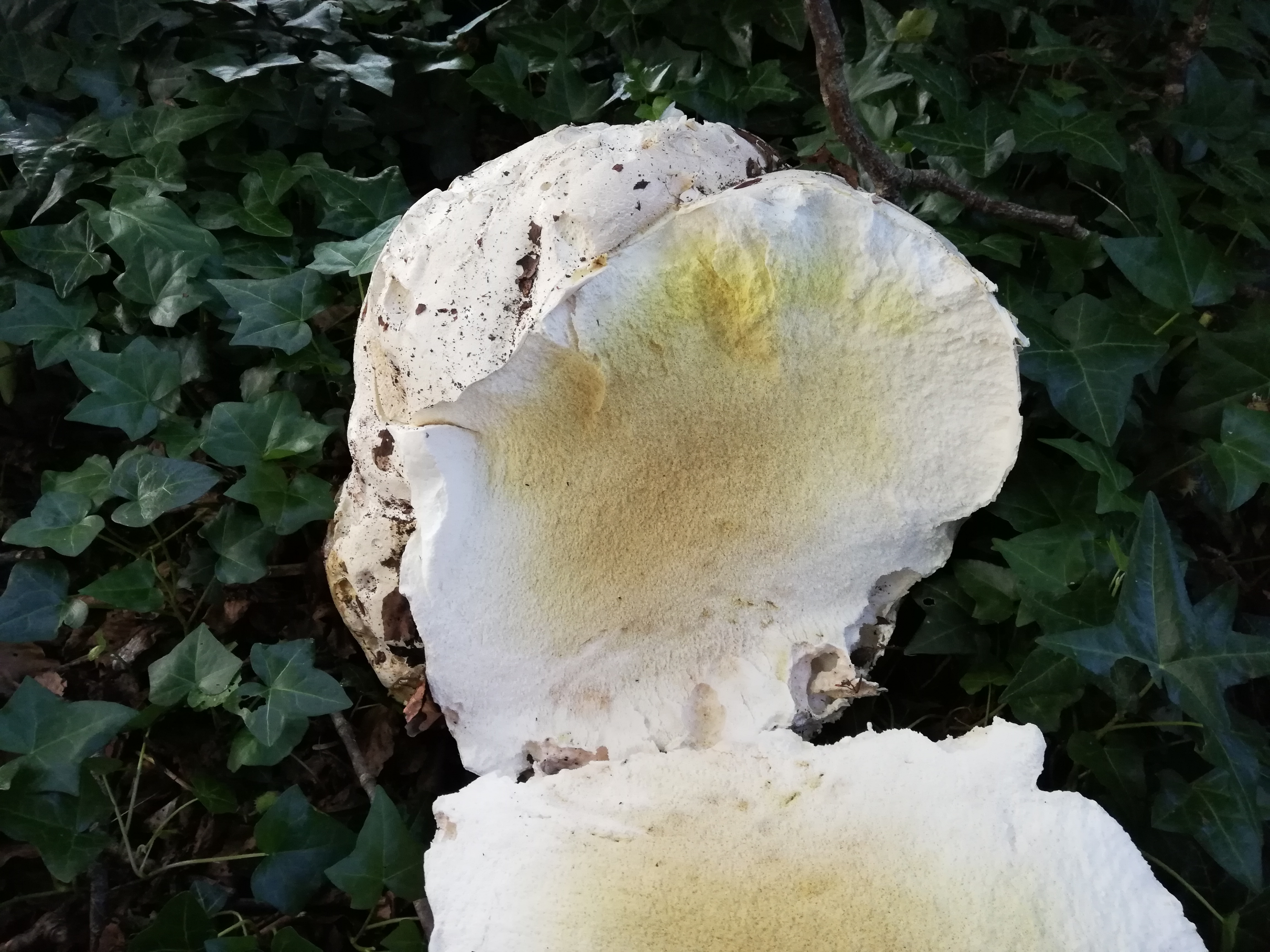
Starszy owocnik z żółknącą już glebą.

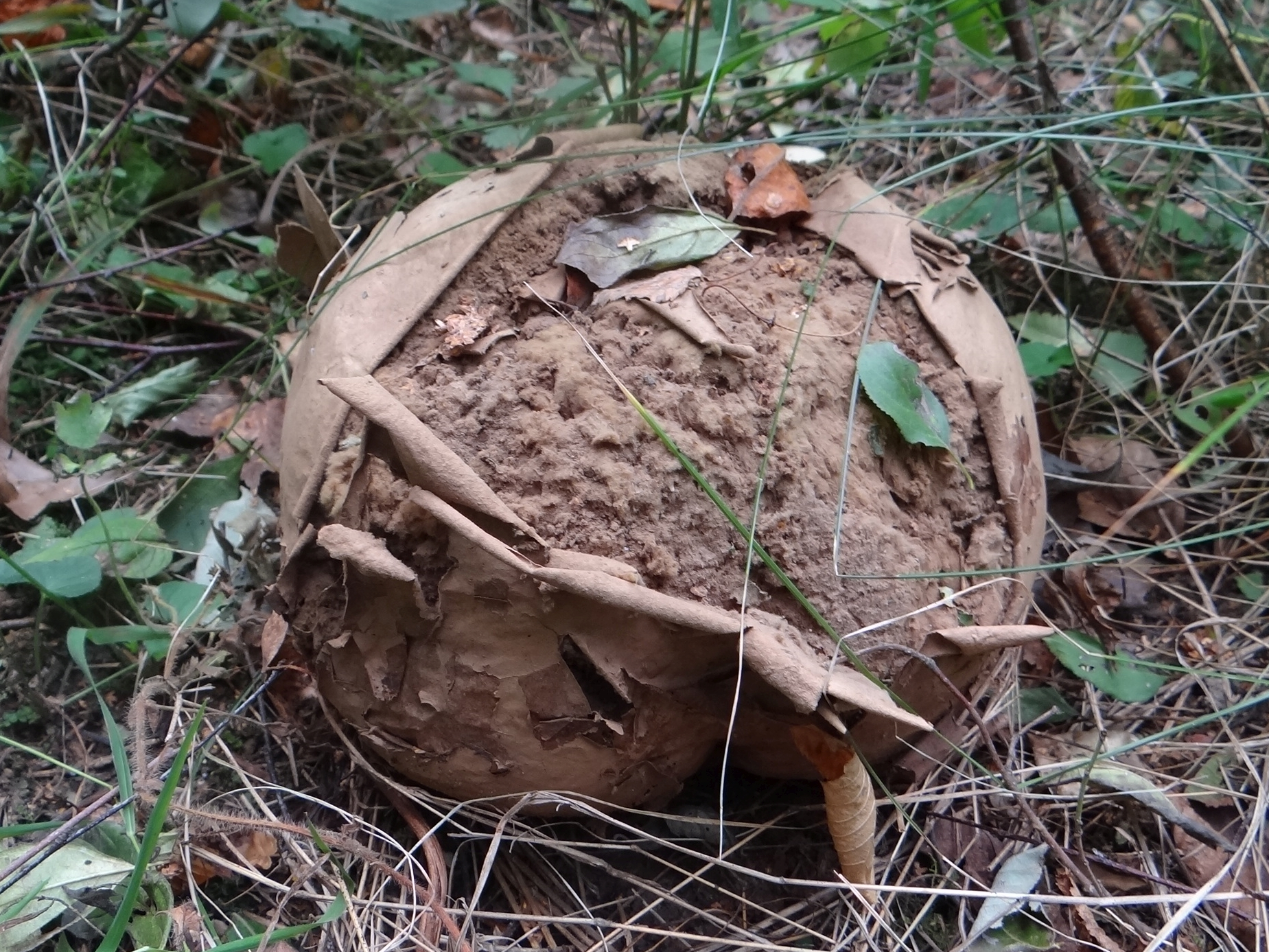
Owocnik dojrzały

Czasznica olbrzymia, purchawica olbrzymia (Calvatia gigantea (Batsch) Lloyd) – gatunek grzybów należący do rodziny purchawkowatych (Lycoperdaceae)

## Systematyka i nazewnictwo
Pozycja w klasyfikacji: Agaricaceae, Lycoperdaceae, Agaricomycetidae, Agaricomycetes, Agaricomycotina, Basidiomycota, Fungi (według Index Fungorum).
Po raz pierwszy takson ten zdiagnozował w roku 1786 August Johann Georg Karl Batsch nadając mu nazwę Lycoperdon giganteum. Później gatunek ten zaliczany był do rodzajów Bovista (kurzawka), Langermania (purchawica), Lycoperdon (purchawka) i in. Obecną, uznaną przez Index Fungorum nazwę nadał mu w roku 1904 Curtis Gates Lloyd, przenosząc go do rodzaju Calvatia.
Synonimy:

- Bovista gigantea (Batsch) Gray 1821
- Calvatia gigantea (Batsch) G. Cunn. 1926
- Globaria gigantea (Batsch) Quél. 1873
- Langermannia gigantea (Batsch) Rostk. 1839
- Lasiosphaera gigantea (Batsch) F. Šmarda 1958
- Lycoperdon giganteum Batsch 1786

Nazwę polską podał Andrzej Chlebicki w 1997 r. W polskim piśmiennictwie mykologicznym gatunek ten opisywany był też jako purchawka olbrzymia, kulica kurzawkowata, ale w literaturze fachowej od dawna znany jako purchawica olbrzymia. Nazwa podana przez A. Chlebickiego jest zgodna z aktualną nazwą łacińską.

## Morfologia
Owocnik
Należy do grzybów tworzących największe owocniki. Wytwarza okazałe owocniki osiągające 10–60 cm średnicy, obwód do 135 cm, czasami nawet więcej. Są one kuliste lub nieco spłaszczone, u podstawy posiadają sznur białej grzybni. Perydium jest cienkie. Egzoperydium młodych owocników jest białe i pokryte mączystym nalotem, z czasem ciemnieje i zmienia barwę na jasnoochrową, w końcu na skórzasto-brązową. Endoperydium jest białe, papierowate i podczas dojrzewania również staje się coraz ciemniejsze: szarożółtawe, orzechowe i brudnobrązowe. Po dojrzeniu perydium pęka w różnych miejscach na całej powierzchni i odsłania się gleba. Przy podstawie owocnika gleba jest słabo rozwinięta i występuje tutaj głównie podglebie, tutaj też owocnik pęka najpóźniej.
Gleba jest watowata, zwarta, dołem bardziej gęsta. U młodych owocników jest biała, w miarę ich dojrzewania staje się złotożółta, szarożółta, w końcu oliwkowobrązowa. Po pęknięciu i odpadnięciu perydium przez krótki czas gleba utrzymuje swoją konsystencję, wkrótce staje się proszkowata. Podglebie jest zwarte, trudne do odróżnienia od gleby.
Cechy mikroskopowe
Włośnia średnio obfita, złożona z długich i dichotomicznie rozgałęzionych strzępek o grubości do 8 μm. Mają barwę od jasnożółtej do żółtobrązowej, są łamliwe i posiadają nieliczne septy z okrągłymi jamkami. Sterygmy krótkie; ich długość nie przekracza 2 μm. Zarodniki o kształcie od kulistego do szerokojajowatego i rozmiarach 8–5,6 μm. Barwa czerwonawobrązowa, powierzchnia gładka lub nieco brodawkowana. Każdy zarodnik posiada jedną załamującą światło kroplę.
Gatunki podobne
Jest wiele podobnych purchawek i tęgoskórów, jednak czasznica olbrzymia dzięki swoim olbrzymim rozmiarom jest łatwa do odróżnienia. Jeden z największych znanych owocników, znaleziony w 1955 r. w północnych Czechach, miał wysokość 46 cm, obwód 212 cm i masę 20,80 kg.

## Występowanie
Czasznica olbrzymia występuje głównie w Ameryce Północnej i Europie – na tych kontynentach jest szeroko rozprzestrzeniona i potwierdzono jej występowanie na wielu stanowiskach. Poza tym występuje na Tajwanie, Nowej Zelandii i w Singapurze. W Polsce jest gatunkiem bardziej rozpowszechnionym w północnej części kraju, na południu rzadko spotykanym.
Owocniki pojawiają się na łąkach, pastwiskach, w parkach i ogrodach, na żyznych glebach bogatych w azot, jak i kwaśnych. W Polsce była gatunkiem ściśle chronionym, od 9 października 2014 r. została wykreślona z listy gatunków grzybów chronionych.

## Znaczenie
Kulinarne
Młode owocniki są jadalne. W Polsce jednak nie są zbyt chętnie wykorzystywane w celach spożywczych. Ze względu na swoje duże rozmiary często bywają natomiast niszczone. W Czechach są chętnie zbierane. Po pocięciu na plastry panieruje się je i smaży. Jiri Baier twierdzi, że można dość łatwo hodować je w przydomowym ogródku; wystarczy część dojrzałego owocnika zakopać w ziemi i podlewać.
Medycyna
Wytwarza kalwacynę. Jest to nierozpuszczalny antybiotyk. Laboratoryjne badania wykazały, że u gryzoni wykazuje bakteriobójcze działanie, zwalcza też niektóre rodzaje raka.
Filatelistyka
Poczta Polska wyemitowała 30 czerwca 1980 r. znaczek pocztowy przedstawiający czasznicę olbrzymią, opisaną jako purchawica olbrzymia, o nominale 10,50 zł, w serii Grzyby niejadalne pod ochroną. Wydrukowano 2 410 000 szt., techniką rotograwiury, na papierze kredowym. Autorem projektu znaczka był prof. Alojzy Balcerzak. Cała seria pozostawała w obiegu do 31 grudnia 1994 roku.